# Tlaxco, Puebla
Tlaxco là một đô thị thuộc bang Puebla, México. Năm 2005, dân số của đô thị này là 5324 người.